# 硫酸镭
硫酸镭是一种无机化合物，化学式为RaSO4，有强放射性。它是最难溶的硫酸盐，溶度积为3.66×10-11。

## 制备
硫酸镭可以通过氢氧化镭和硫酸钠反应得到：
Ra(OH)2 + Na2SO4 → RaSO4↓ + 2 NaOH